# Съмнение
Съмнението, място между вярата и липсата на такава, включва несигурност или недоверие, или липса на сигурност относно даден факт, действие, мотив или решение. Съмнението поставя под въпрос някои идеи от възприеманата „реалност“ и може да включва отлагането или отхвърлянето на съответни действия от опасения за грешки или недостатъци или от целесъобразност. Някои дефиниции за съмнението наблягат на състоянието, в което ума остава между две противоречащи си твърдения и не може да избере между което и да е от двете (парадокс на сравнението).